# Christoph Maurus Fuchs
Christoph Maurus Fuchs oder Wolfgang Maurus Fuchs, genannt Maurus Fuchs, (* 16. Januar 1771 in Tirschenreuth; † 27. Juni 1848 ebenda) war ein deutscher Kunst-, Kirchen- und Krippenmaler.
Fuchs wurde als Sohn des Malers Vitus (Fux) Fuchs geboren und erlernte bei seinem Vater das Handwerk der Malerei. Schwerpunkt der gemeinsamen Tätigkeit war das Stiftland.
Später ging Fuchs in das Egerland, wo er zahlreiche Fresken schuf, darunter 1816 im Stift Tepl und 1827 im Franziskanerkloster Tachau.